# Trzecia granica (serial telewizyjny)
Trzecia granica – serial wojenny zrealizowany w 1975 roku we współpracy polsko-węgierskiej, na podstawie cyklu powieściowego Adama Bahdaja opowiadającego o działalności kurierów tatrzańskich podczas II wojny światowej, którzy wykonywali kursy na trasie pomiędzy Zakopanem i Budapesztem. Kurierzy musieli nielegalnie, pieszo pokonywać dwie granice międzypaństwowe (okupowanej przez III Rzeszę Polski ze Słowacją oraz Słowacji z Węgrami), a trzecią granicą była granica ich fizycznej wytrzymałości.
Autor pierwowzoru literackiego, Adam Bahdaj sam był kurierem tatrzańskim i jego przeżycia posłużyły za kanwę książki, którą zadedykował innemu kurierowi tatrzańskiemu, Józefowi Krzeptowskiemu.
Zdjęcia do serialu realizowano m.in. w rezerwacie przyrody Przełom Białki pod Krempachami koło Nowej Białej i w Budapeszcie.

## Lista odcinków
1. Zbójnicka droga
2. Blisko nieba
3. Zatarte ślady
4. W matni
5. Nieznajoma z baru „Bolero”
6. Order z księżyca
7. Mylne szlaki
8. Porachunki

## Obsada aktorska
- Andrzej Wasilewicz – Andrzej Bukowian
- Borys Marynowski – Antek Wichniewicz
- Nóra Káldi – Ewa
- Andrzej Szalawski – pułkownik Obertyński
- Marek Walczewski – major Smyga
- Grzegorz Warchoł – Władek Mrowca
- Zofia Saretok – Bożka Bardejova
- Jacek Domański – Słowak Ivo Miko
- Krzysztof Chamiec – Obersturmführer Lemke
- Jerzy Janeczek – radziecki partyzant Alosza Czerepagow
- Władysław Skupień – Niemiec
- Paweł Unrug – Anglik Eddy
- Stanisław Zatłoka – Ratajski
- Andrzej Grąziewicz – radiotelegrafista
- Jerzy Braszka – partyzant Jano
- Krzysztof Kowalewski – Dederkiewicz
- Jan Tadeusz Stanisławski – Pepi z Salzburga
- Wojciech Ziętarski – gestapowiec
- Tomasz Zaliwski – góral Brzega